# Ожегов, Сергей Иванович
Серге́й Ива́нович О́жегов (9 [22] сентября 1900, Каменное, Новоторжский уезд, Тверская губерния, Российская империя — 15 декабря 1964, Москва, СССР) — советский лингвист, лексикограф, доктор филологических наук, профессор. Автор выдержавшего множество изданий «Словаря русского языка». Один из составителей «Толкового словаря русского языка» под редакцией Д. Н. Ушакова (1935—1940).

## Биография

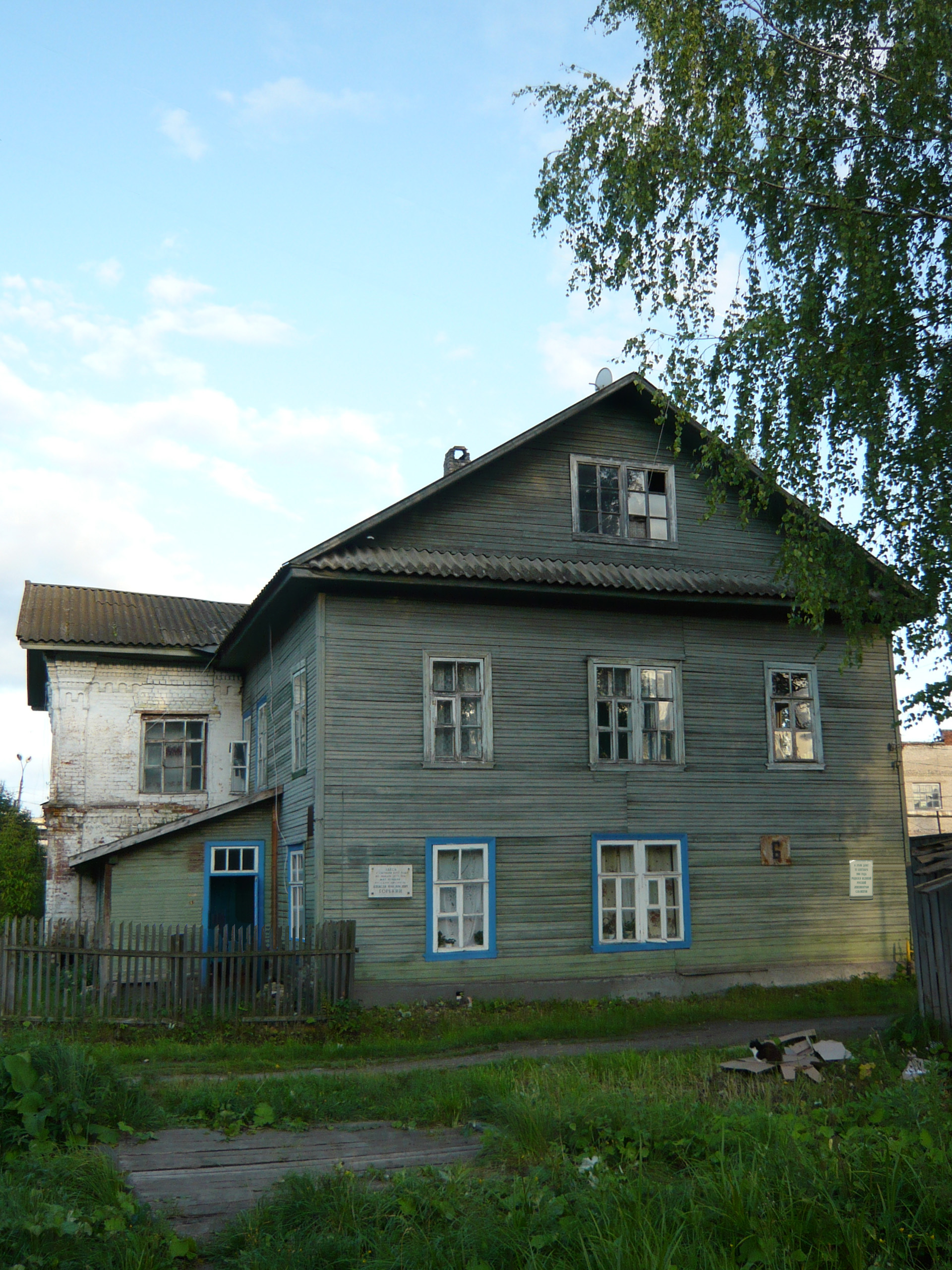
Дом в Кувшинове, в котором родился С. И. Ожегов. Справа на доме мемориальная доска в честь Ожегова. Слева — мемориальная доска в честь Максима Горького, который жил в этом доме у своего друга Н. З. Васильева с октября 1897 года до середины января 1898 года

Сергей Ожегов родился 9 (22) сентября 1900 в посёлке Каменное (ныне город Кувшиново) Тверской губернии в семье инженера-технолога Каменской бумажно-картонной фабрики Ивана Ивановича Ожегова и Александры Фёдоровны Ожеговой (Дегожской) дворянского происхождения. Сергей Иванович был старшим из трёх братьев.
Со стороны отца в его роду были уральские мастеровые (дед был работником пробирной палаты); со стороны матери — предки духовного звания: Александра Фёдоровна (урождённая Дегожская) была внучатой племянницей протоиерея Г. П. Павского, автора известной книги «Филологические наблюдения над составом русского языка».
В канун Первой мировой войны семья переехала в Петербург, где Сергей окончил гимназию. Затем он поступил на филологический факультет Петроградского университета, но занятия вскоре были прерваны — Ожегова призвали на фронт. После революции служил в Красной Армии, участвовал в боях на западе России, на Украине. В 1922 году Ожегов окончил военную службу в штабе Харьковского военного округа и сразу же приступил к занятиям на факультете языкознания и материальной культуры Петроградского университета. В 1926 году он окончил это учебное заведение, получив диплом Ленинградского университета. Профессора Виктор Виноградов и Лев Щерба рекомендовали его в аспирантуру Института сравнительной истории литератур и языков Запада и Востока, которую Ожегов окончил в 1929 году. Вспоминая о Ленинграде тех лет, Сергей Иванович писал, что в университете царила обстановка необычайного творческого подъёма.
В 1936 году Ожегов переехал в Москву. С 1937 года преподавал в московских вузах (МИФЛИ, МГПИ). С 1939 года — научный сотрудник Института языка и письменности, затем Института языкознания АН СССР.
Во время Великой Отечественной войны Ожегов не эвакуировался из столицы, а остался преподавать. В 1940—1950-е годы занимался исследованиями в области русской лексикологии и лексикографии, истории русского литературного языка, социолингвистики, культуры русской речи, языка отдельных писателей (П. А. Плавильщикова, И. А. Крылова, А. Н. Островского) и др.
Основатель и первый заведующий сектором культуры речи Института русского языка АН СССР (с 1952 года). Редактор «Орфографического словаря русского языка» (1956, 5-е изд. 1963), словарей-справочников «Русское литературное произношение и ударение» (1955), «Правильность русской речи» (1962). Основатель и главный редактор сборников «Вопросы культуры речи» (1955—1965). По инициативе С. И. Ожегова в 1958 году в Институте русского языка была создана Справочная служба русского языка, отвечающая на запросы организаций и частных лиц, касающиеся правильности русской речи.
На основании общего свода его научных работ Высшая аттестационная комиссия присвоила С. И. Ожегову учёные звания доцента (1938), старшего научного сотрудника (1947) и профессора (1961), а также учёные степени кандидата филологических наук (1943) и доктора филологических наук (1958).
Был членом Комиссии Моссовета по наименованию учреждений и улиц Москвы, Предметной комиссии по русскому языку Министерства просвещения РСФСР, заместителем председателя Комиссии АН СССР по упорядочению написания и произношения иноязычных собственных и географических наименований, научным консультантом Всероссийского театрального общества, Гостелерадио СССР; членом Орфографической комиссии АН, готовившей «Правила русской орфографии и пунктуации».
Умер С. И. Ожегов в Москве 15 декабря 1964 года. Урна с его прахом покоится в колумбарии Новодевичьего кладбища.
В год 90-летия со дня рождения учёного (1990) Президиумом АН СССР был избран вместе с Н. Ю. Шведовой лауреатом премии имени А. С. Пушкина за работу «Словарь русского языка».

## Семья
- Супруга — Ожегова (Полетаева) Серафима Алексеевна (1903—1979), филолог, преподаватель русского языка[10].
- Сын — Сергей (1925—2017[8]) — исследователь искусства Индокитая, доктор архитектуры, профессор МАрхИ, заслуженный деятель искусств Узбекской ССР (1962) и Якутской АССР (1967), лауреат Государственной премии УзССР имени Хамзы Хаким Заде Ниязи (1964)[11], почётный член РААСН[12].
- Племянница — Наталья Ожегова, была удочерена Сергеем Ожеговым после гибели семьи брата в блокадном Ленинграде[3].

## Работа над словарями

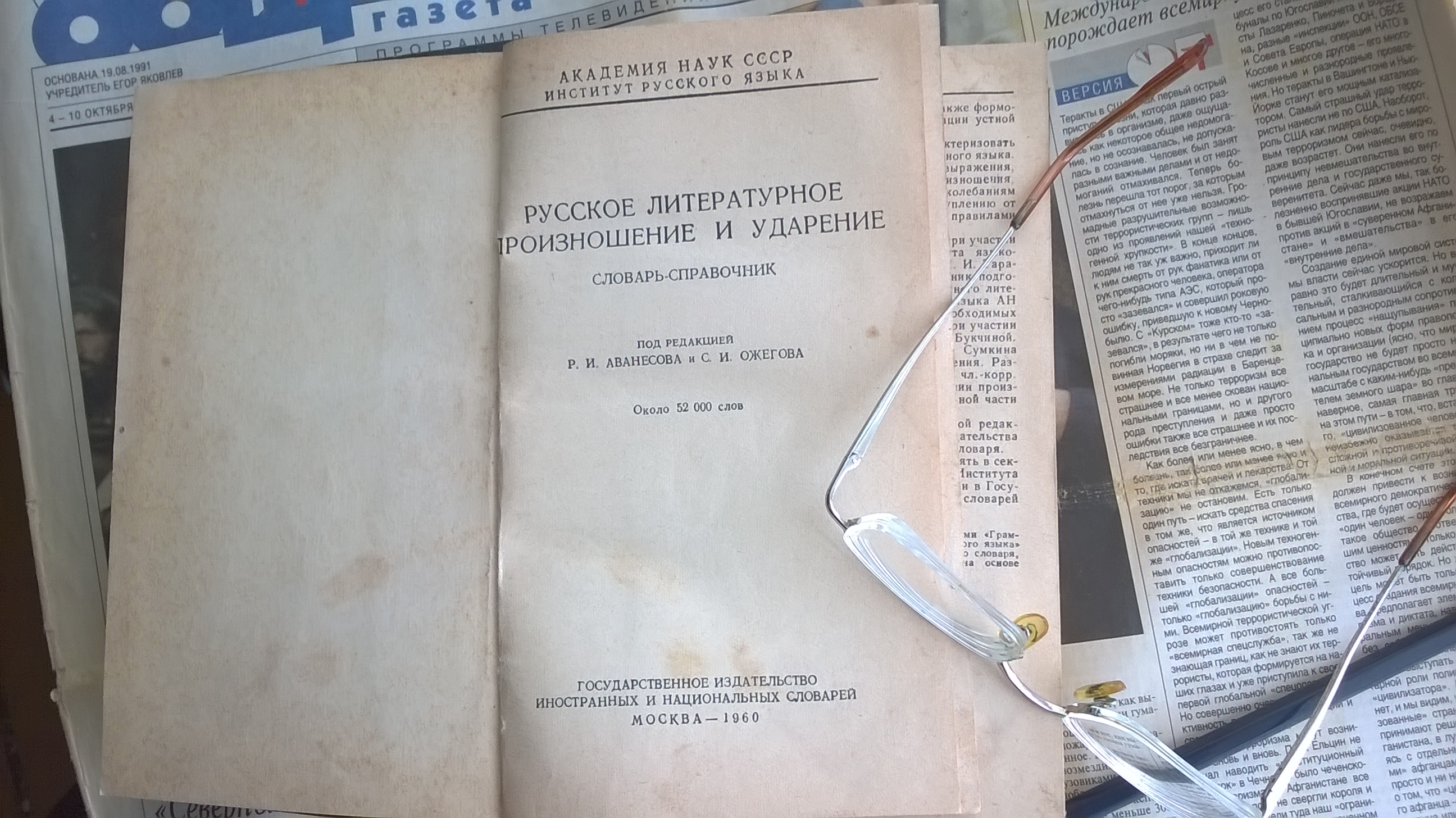
Словарь-справочник «Русское литературное произношение и ударение» под редакцией Р. И. Аванесова и С. И. Ожегова (М., 1960)

В 1935 году выдающимися советскими лингвистами, В. В. Виноградовым, Г. О. Винокуром, Б. А. Лариным, С. И. Ожеговым, Б. В. Томашевским, во главе с Д. Н. Ушаковым была начата работа над Толковым словарём русского языка. Для ускорения работы над этим словарём С. И. Ожегов переехал из Ленинграда в Москву. Он стал ближайшим помощником Ушакова, сотрудничество с которым оставило глубокий след в творчестве Сергея Ивановича. Он был верен его памяти всю жизнь: портрет Ушакова всегда стоял на рабочем столе профессора. В своих заметках о тридцатилетии со времени начала работы над «Толковым словарём» под ред. Д. Н. Ушакова С. И. Ожегов отмечал: «Толковый словарь под ред. Д. Н. Ушакова стал знаменем русской языковой культуры нашего времени… и получил мировую известность, особенно выросшую в послевоенные годы».
На основе четырёхтомного «Толкового словаря…» С. И. Ожегов создал типовой словник для русско-национальных словарей, что было чрезвычайно важно для развивающейся в национальных республиках лексикографии. Этот словник служил существенным практическим пособием для составления двуязычных словарей.
В 1939—1940 годах началась работа над однотомным словарём, утверждён план его издания и образована редакция во главе с Д. Н. Ушаковым. После его смерти в 1942 году основную авторскую работу в словаре выполнял С. И. Ожегов. В составлении первого издания принимали участие Г. О. Винокур и В. А. Петросян.
Однотомный словарь вышел в свет в 1949 году; ответственным редактором выступил С. П. Обнорский. После завершения работы имя С. И. Ожегова стало в один ряд с именами В. И. Даля и Д. Н. Ушакова.
Словарь с исправлениями и обновлениями переиздавался неоднократно, из них шесть прижизненных изданий автора, с 1992 года — при участии Н. Ю. Шведовой. В течение десятилетий словарь фиксирует современную общеупотребительную лексику, демонстрирует сочетаемость слов и типичные фразеологизмы. Словник словаря Ожегова лёг в основу многих переводных словарей.

## Основные работы
Книги
- Словарь русского языка / Гл. ред. С. П. Обнорский. — 50 000 слов. — М.: Гос. изд. иностр. и нац. словарей, 1949. — XVIII, 968 с. В сост. словаря принимали участие проф. Г. О. Винокур и В. А. Петросян.
  - 2-е изд., испр. и доп. — 52 000 слов (так на титуле) или 51 533 слова (так на с. 484). — 1952. — 848 с. — 150 000 экз.[к 3]
  - 3-е изд., «В 3-е издание, отпечатанное со стереотипа, внесены только некоторые необходимые исправления»[к 4]. — 1953. — 848 с. — 400 000 экз.
  - 4-е изд., 52 872 слова. — 1960. — 900 с.
  - 5-е изд., стереотип. — 1963.
  - 6-е изд. — 1964. — 900 с.
- Лексикология. Лексикография. Культура речи. — М.: Высшая школа, 1974.

Статьи
- О трёх типах толковых словарей современного русского языка // Вопросы языкознания. — 1952. — № 2.
- Очередные вопросы культуры речи // Вопросы культуры речи. — Вып. 1. — М., 1955.
- О структуре фразеологии // Лексикографический сборник. — Вып. 2. — М., 1957.
- О крылатых словах. (По поводу кн. Н. С. и М. Г. Ашукиных «Крылатые слова») // Вопросы языкознания. — 1957. — № 2.
- Развитие литературного языка. Лексика // Русский язык и советское общество. — Алма-Ата, 1962. — С. 5—22.

## Комментарии
1. ↑  Ударение в фамилии О́жегов ставится на первом слоге на букве «о», так как эта фамилия является производной от слова «о́жег», что означало палку, которую в старину окунали в расплавленный металл, чтобы определить степень его готовности к разливке[1].
2. ↑  В настоящее время это градообразующее предприятие города Кувшиново.
3. ↑  Факсимильно переиздавалось за рубежом с уменьшением формата, без выходных данных издателя.
4. ↑  В частности, на стр. 282 расширена статья «лён», сокращена статья «ленинизм»; на стр. 704 убрана статья «сталинец», добавлена статья «ставной»; на стр. 705 сокращена статья «сталинский», добавлены статьи «сталировать» и «станкостроитель». Подобным образом отредактирована и вводная статья «От автора» (стр. 3): «Гениальные труды И. В. Сталина» превратились в «Труды И. В. Сталина», текст «И. В. Сталин учит, что современный русский язык по своей структуре мало чем отличается от языка Пушкина» превратился в «Известно, что современный русский язык…» и далее по тексту, а из фразы «Ныне русский язык — язык вождей всего прогрессивного человечества — Ленина и Сталина — могучее средство общения народов нашей социалистической Родины…» была исключена часть между первым и третьим тире.